# Seminario vescovile di Pinerolo
Il seminario vescovile di Pinerolo è un edificio storico situato in via Trieste 44.

## Descrizione
Il fabbricato è costituito da due corpi di fabbrica a forma di "L". L'edificio è composto da un corpo centrale, il cui prospetto principale si affaccia su via Trieste, e da due maniche trasversali perpendicolari al primo, sempre di proprietà del seminario. La struttura si sviluppa su tre piani fuori terra suddivisi da due fasce marcapiano caratterizzate da decorazioni pittoriche e in cotto.
I prospetti esterni e le testate laterali sono stati realizzati con lo stesso stile architettonico, i fronti interni presentano invece un disegno differente e la facciata prospiciente via Marconi è stata progettata con un'impostazione ancora diversa.
La manica principale, si affaccia direttamente sulla via Trieste, mentre la manica secondaria insiste sul cortile privato di proprietà del seminario vescovile, confinante con via G.B. Rossi.
Sul lato interno, le due maniche presentano al piano terreno un porticato continuo, ripreso analogamente al piano primo, in colonne di pietra del Malanaggio.
Il fabbricato delimita su due lati il cortile interno adibito parte a gioco e parte sistemato a verde e sempre nel cortile si affacciano altri fabbricati della stessa proprietà e precisamente un basso fabbricato, di recente ristrutturato (2002) e adibito a biblioteca; inoltre e presenta la chiesa del seminario del 1962.
Il seminario è costruito in laterizio intonacato, fatta eccezione per le lesene in laterizio faccia a vista.
Lo zoccolo, presente in facciata e sulle testate laterali, è costituito da materiale lapideo. Su tale elemento sono presenti delle piccole finestre, protette da griglie, del piano semi-interrato, che era utilizzato come deposito.

## Storia
A seguito delle accresciute esigenze di spazio dovute alle scarse dimensione del vecchio seminario vescovile di via Sommeiller, ora casa-famiglia di San Giuseppe, indussero  monsignor Giò Battista Rossi di Cavallermaggiore, nominato vescovo della diocesi di Pinerolo nel 1895, a promuovere e a sostenere l'iniziativa di costruire una nuova sede.
Le prime mosse ebbero inizio alla fine del 1895 con richieste di preventivi e stipule di contratti privati per la fornitura dei materiali occorrenti alla fabbricazione dell'edificio.
Nel gennaio del 1896 venne acquistata un'area a nord del Palazzo di Città. Tale terreno, di proprietà delle sorelle Castaldi era parzialmente edificato, con ampi spazi destinati ad orti e a giardino. Forse a causa della forma del lotto o delle scarse dimensioni, il vescovo riesce ad ottenere un lotto idoneo alle sue esigenze. 
Il progetto del nuovo seminario vescovile fu redatto dall'ing. Stefano Cambiano di Pinerolo. Per l'esecuzione dei lavori, dopo la richiesta di vari preventivi, la preferenza cadde sull'impresario Guglielmo Turletti di Sommariva Bosco, che aveva presentato l'offerta giudicata più conveniente. A sovrintendere all'opera, oltre all'ing. Cambiano, venne delegato dal vescovo il canonico Martin Giovanni Pietro, rettore del Seminario, che si preoccupò di contattare sin dalla fine del 1895, le varie ditte per la fornitura dei materiali occorrenti per l'erezione del fabbricato.
I lavori risultarono più onerosi del previsto e la piccola comunità non era in grado di sostenere le spese. Nell'estate del 1896, a lavori iniziati, il vescovo si vide costretto a richiedere alla Santa Sede il permesso speciale per poter accedere ai fondi della "Cassa ecclesiastica diocesana" per avere un prestito.
Il fabbricato venne completato eccetto alcune opere accessorie costruite in seguito, sin dal 1898.
Il nuovo seminario vescovile fu utilizzato dal 1898 ed inaugurato il 2 settembre del 1899 con la partecipazione copiosa dei massimi esponenti ecclesiastici e politici della zona.
Tra il 1900 e il 1901 cominciarono i corsi di prima e seconda ginnasio.